# Porter (bier)
Porter is een donker type bier, dat afkomstig is uit Londen en gemaakt wordt vanaf de achttiende eeuw. Het is een afgeleide van bruin bier, gemaakt uit bruine mout met veel hop. Het bier werd porter genoemd omdat de drank erg populair was bij straat- en rivierdragers (in het Engels porter).

## Geschiedenis

### Vroege geschiedenis

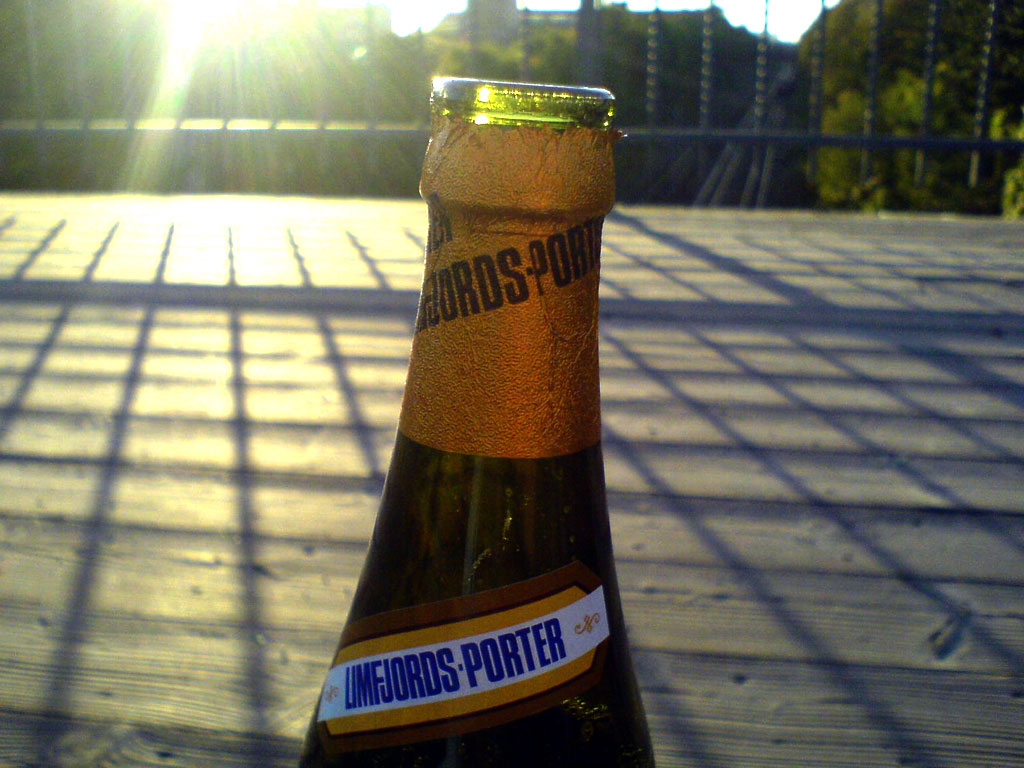
Flesje porter

De geschiedenis en ontwikkeling van stout en porter zijn vervlochten. Men denkt dat de naam stout voor donker bier is ontstaan doordat een sterke porter wel een extra porter of een stout porter werd genoemd. De term stout porter zou dan later afgekort zijn tot stout.  Guinness Extra Stout werd bijvoorbeeld eerst Extra Superior Porter genoemd en kreeg pas de naam Extra Stout in 1840. In 1802 schreef de schrijver John Feltham een geschiedenis van porter, dat werd gebruikt als basis voor de meeste geschriften over dit onderwerp. Er zijn echter maar weinig hedendaagse bewijzen voor deze versie van de geschiedenis van porter.  Felthams verhaal was gebaseerd op een brief, geschreven door Obadiah Poundage (die tientallen jaren in de Londense brouwerij-industrie had gewerkt), in de jaren 1760. Feltham interpreteerde hier en daar de tekst niet goed, waarschijnlijk omdat hij niet bekend was met de achttiende-eeuwse brouwerijterminologie. Hij zei dat in het Londen van de achttiende eeuw er een populair drankje, de "drie draden" ("three threads), bestaan zou hebben en dat de inhoud daarvan uit een derde van een pint ale, bier en "twopenny" (het sterkste bier, dat een twopence kostte) bestond. Omstreeks 1730, zo schreef Feltham, was er een brouwer, genaamd Harwood, die een bier maakte dat "Entire" heette, dat ongeveer zo smaakte als de "drie draden" en dat later bekend werd onder de naam Porter.
Porter wordt al genoemd in 1721, maar alleen Feltham schreef dat dit bier werd gemaakt om "three threads" te maken. In plaats daarvan lijkt het bier zich ontwikkeld te hebben uit de bruine bieren die toentertijd al in Londen werden gebrouwen. Voor het jaar 1700 was het bier dat brouwers verkochten nog erg jong en het rijper worden gebeurde bij de kopers of in de winkel. Porter was het eerste bier dat bij de brouwerij rijpte en dat al klaar was om direct gedronken te worden. Het was het eerste bier dat op grote schaal geproduceerd kon worden en de Londense porterbrouwers, zoals Whitbread, Truman, Parsons en Thrale wisten er grote winsten mee te maken. De vroege porters waren erg sterke bieren naar hedendaagse maatstaven gemeten. Vroege experimenten met een hydrometer in 1770 lieten zien dat dit bier een stamwortgehalte had van 1.071 en 6,6% ABV. Tijdens de napoleontische oorlogen nam dit gehalte af tot 1.055; dit gehalte bleef gedurende de rest van de negentiende eeuw verder ongewijzigd. Het drankje werd veel gedronken en brouwers begonnen porters in verschillende sterkten te brouwen. Zij begonnen met Single Stout Porter (1.066), Double Stout Porter zoals Guinness (1.072), Triple Stout Porter (1.078), Imperial Stout Porter (1.095) en vele anderen. Naarmate de negentiende eeuw vorderde werd de standaard voor porter geleidelijk aan losgelaten.

### Latere geschiedenis

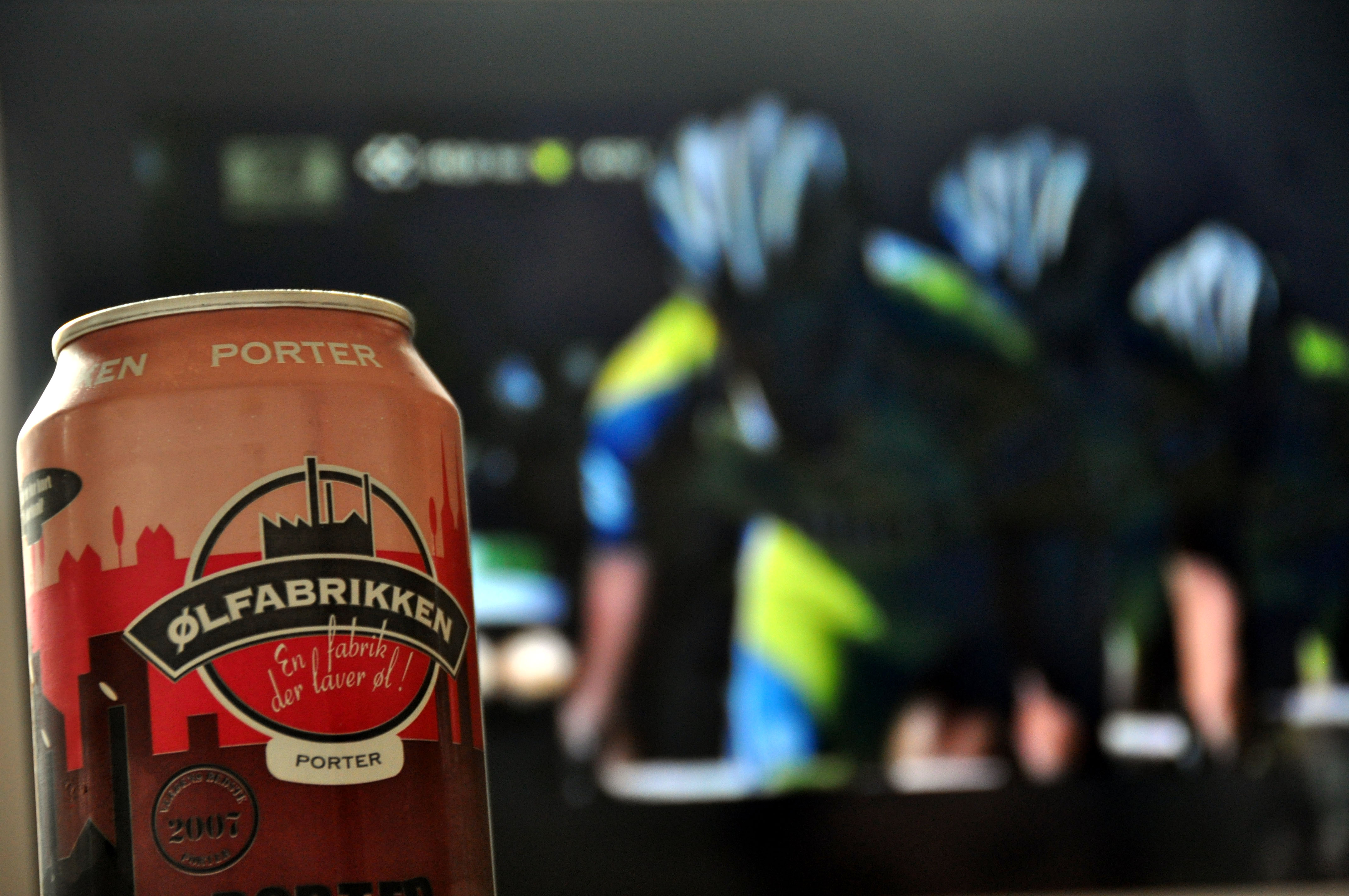
Blikje porter

De grote Londense porterbrouwerijen deden experimenten met nieuw ontwikkelde apparatuur, zoals de thermometer (omstreeks 1760) en de hydrometer (1770). Het gebruik van de laatste veranderde de aard van de porter. De eerste porters werden gebrouwen uit 100% bruine malt. Nu echter konden brouwers precies de vochtigheid van de mout die zij wilden gebruiken meten en bemerkten dat de bruine mout, hoewel goedkoper dan de lichtere mout, maar twee derde fermenteerbaar materiaal produceerde. Toen de belasting op mout werd verhoogd tijdens de Napoleontische Oorlogen kregen de brouwers een reden om minder mout te gebruiken. Hun oplossing was om lichtere mout te gebruiken en vervolgens kleurstoffen toe te voegen. Toen in 1816 de wet in werking kwam dat alleen mout en hop tijdens de productie van bier gebruikt mocht worden hadden de brouwers een probleem. Dat werd echter opgelost toen Wheeler de vrijwel zwarte patentmout uitvond in 1817. Het was nu mogelijk porter te brouwen van 95% lichtere mout en 5% patentmout, hoewel de meeste Londense brouwers bruine mout bleven gebruiken voor de smaak.
Tot ongeveer 1800 werd alle Londense porters gerijpt in grote vaten, waarin vaak honderden tonnen zaten; deze rijping duurde tussen de zes en achttien maanden, voordat de handel werd overgebracht in kleinere vaten, die naar de kroegen werden getransporteerd. Men ontdekte echter dat het niet nodig was dat alle porter rijpte. Een kleine hoeveelheid zeer lang gerijpt bier (achttien maanden of meer) werd gemengd met jonge of kort gerijpte porter; de smaak was hetzelfde als die van gerijpt bier. Dit betekende een goedkopere methode om porter te fabriceren omdat minder bier voor een langere periode opgeslagen behoefde te worden. De verdeling was ongeveer twee delen jong bier en één deel gerijpt bier. Na 1860, naarmate de populariteit van porter en zijn gerijpte smaak begon af te nemen, begon men porter te verkopen als "mild". In de laatste jaren van de negentiende eeuw hielden veel brouwers op met het maken van hun porter maar bleven een of meer stouts produceren. Diegenen die nog doorgingen maakten de porter zwakker en met minder hop. Tussen 1860 en 1915 nam het stamwortgehalte af van 1.058 tot 1.050 en het hoppercentage van twee tot één pond per 36 gallon vat.

### Jongste geschiedenis
Tijdens de Eerste Wereldoorlog leidden tekorten aan graan tot restricties ten aanzien van de sterkte van bier in Engeland. In Ierland waren minder strenge regels, waardoor de Ierse brouwers, zoals Guinness, verder konden gaan met het brouwen van bier op vooroorlogse sterkte. De Engelse brouwerijen bleven een serie van stouts produceren tot de Tweede Wereldoorlog en ver daarna. Deze waren aanzienlijk zwakker dan de vooroorlogse versies (stamwortgehalte van 1.055-1.060 naar 1.040-1.042) en ongeveer van de sterkte van de porter van 1914. De porter beleefde een terugkeer naar het grotere publiek toen de Penrhos microbrouwerij een nieuwe porter lanceerde. Niet veel later begon Timothy Taylor eveneens met het brouwen van een porter. Tegenwoordig bestaan er tientallen brouwerijen in Engeland die zich bezighouden met het brouwen van porters; Fuller's Brewery won met zijn London Porter een gouden en een zilveren medaille tijdens de International Beer & Cider Competitions, gehouden in 1999, 2000 en 2002. Veel brouwerijen maken porters in verschillende smaken, waaronder pompoen, honing, vanille en chocolade. Sommige speciale porters worden nog steeds gerijpt in vaten en het gebruik van bourbonvaten hiervoor is niet ongebruikelijk. 
Een porter-versie, bekend als Baltische porter, wordt gebrouwen in Finland, Estland, Letland, Litouwen, Tsjechië, Polen, Rusland, Oekraïne, Denemarken en Zweden. Baltische porter werd al in de achttiende eeuw in Engeland geproduceerd als een hooggistend bier en bleef zo gedurende de tweede helft van de negentiende eeuw, toen veel brouwerijen hun porter een lager gistgehalte mee begonnen te geven. In Duitsland werd Baltische porter vanaf het midden van de negentiende eeuw gebrouwen tot aan de Duitse hereniging. In 1990 bevonden alle Duitse porter-producerende brouwerijen zich in voormalig Oost-Duitsland en niet een overleefde de overgang naar de vrijemarkt-economie. In de late jaren negentig vond er een herleving van de productie van Baltische porters in Duitsland plaats. Porter werd in de Verenigde Staten al in de achttiende eeuw gebrouwen, met name in New England en Pennsylvania. Nadat de lagers in 1850 in de Verenigde Staten bekend werden begonnen brouwerijen hun porters met een lager gistgehalte te produceren. Vaak werden er toevoegingen gedaan, zoals mais en melasse.